# Pierwoszów
Pierwoszów est une localité polonaise de la gmina de Wisznia Mała, située dans le powiat de Trzebnica en voïvodie de Basse-Silésie.